# Molnár Ferenc tér

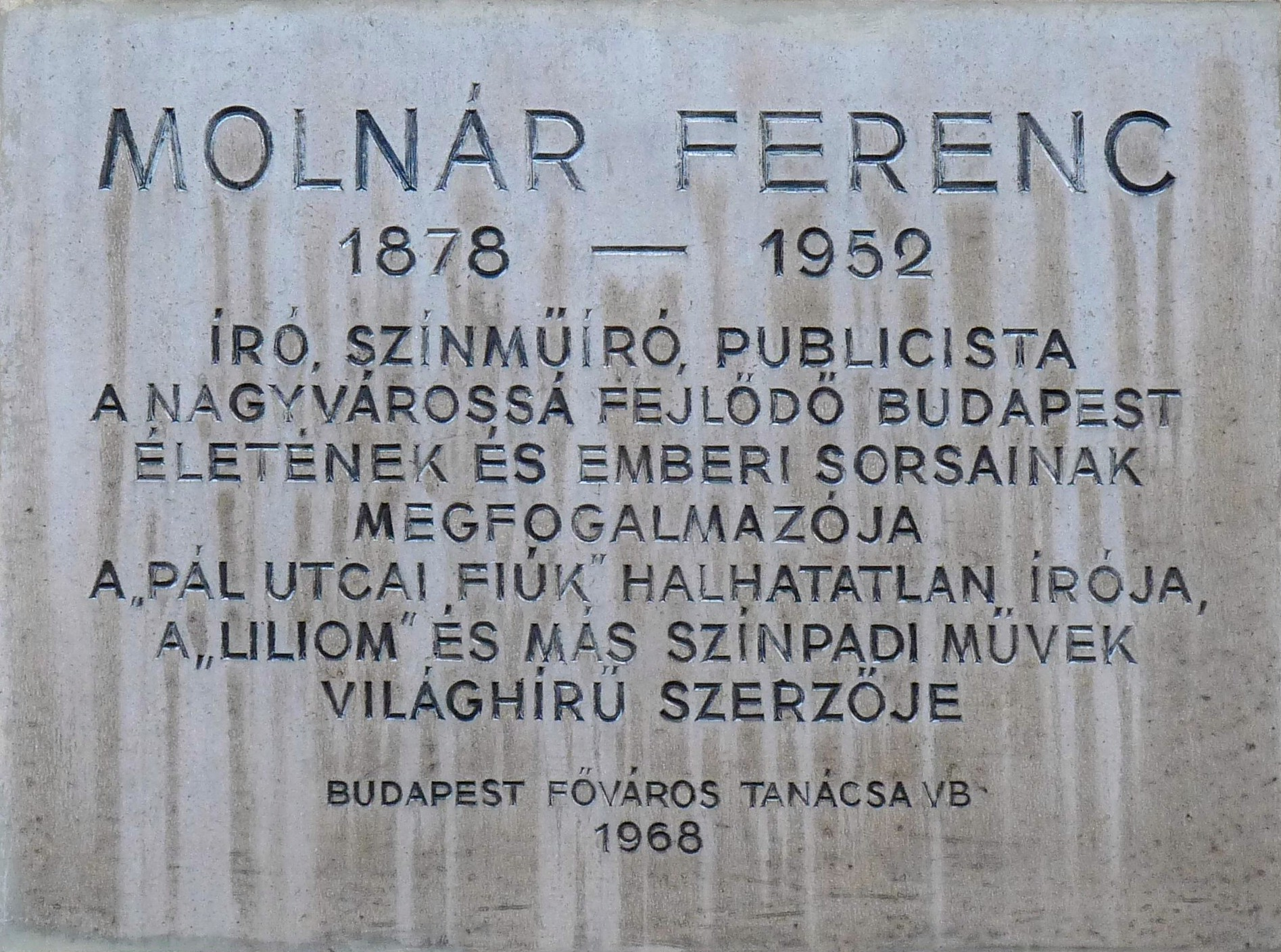
Molnár Ferenc emléktáblája

A Molnár Ferenc tér Budapest VIII. kerületének egyik köztere.
A 19. században a Práter utca–Jázmin utca–Szigony utca–Szigetvári utca által határolt területen az ún. Papnövelde- vagy Szeminárium-kert volt, amit 1910 és 1912 között, részben egyházi méltóságokról elnevezett, utcákkal felszabdaltak (Lósy Imre utca, Lippay György utca, Kemény Zsigmond utca). A kialakított telkeken az egyházi tulajdonú Józsefvárosi Bérház Rt. kislakásos bérházakat épített (Papházak). Csak a megmaradt díszmedence körül alakult ki tér, amit Papgödörnek neveztek, és játszótérül szolgált.
1967-ben kapta mai nevét a terület az abban az évben magyar–amerikai koprodukcióban forgatott A Pál utcai fiúk című film készültekor a történet megírója és a kerület szülötte, Molnár Ferenc után. 1968-ban a 2. számú ház falán elhelyeztek egy, a tér névadóját méltató táblát.